# Reihe (Biologie)
Unter Reihe versteht man in der Biologie eine zwischen herkömmlichen Rängen wie Klasse und Überklasse eingeschobene Stufe der klassischen Systematik, die gelegentlich dann eingeführt wird, wenn keine anderen Ränge mehr zur Verfügung stehen. Ein Beispiel bilden die Landwirbeltiere (Tetrapoda), ein Taxon, das zwischen die Überklasse der Kiefermäuler (Gnathostomata) und die Klassen der Amphibien (Amphibia), Reptilien (Reptilia), Vögel (Aves) und Säugetiere (Mammalia) geschoben wird, um letztere Gruppen von den Fischen abzuteilen.